# بولنت کایاباش
بولنت کایاباش (ترکی استانبولی: Bülent Kayabaş؛ ۱۷ ژوئن ۱۹۴۵ – ۱۹ آوریل ۲۰۱۷) هنرپیشه اهل ترکیه بود. از فیلم‌هایی که او در آن حضور داشته می‌توان به پخمه، دوست شیطان من، لوبیا و دوست شیطان من اشاره کرد.